# Уґода (Великопольське воєводство)
Уґода (пол. Ugoda, нім. Ugoda, 1939-45: Heide) — село в Польщі, у гміні Равич Равицького повіту Великопольського воєводства.
Населення — 231 особа (2011).
У 1975-1998 роках село належало до Лешненського воєводства.

## Демографія
Демографічна структура станом на 31 березня 2011 року:
|          | Загалом | Допрацездатний вік | Працездатний вік | Постпрацездатний вік |
| -------- | ------- | ------------------ | ---------------- | -------------------- |
| Чоловіки | 112     | 35                 | 73               | 4                    |
| Жінки    | 119     | 31                 | 63               | 25                   |
| Разом    | 231     | 66                 | 136              | 29                   |